# Hinter Fiescherhorn
El Hinter Fiescherhorn  és una muntanya de 4.025 metres que es troba al cantó del Valais a Suïssa.